# Tercio
A tercio a kora újkori spanyol hadsereg gyalogságának legképzettebb és legerősebb egysége volt. 1525 és 1643 (a paviai és a rocroi-i csata) közötti több mint száz év a spanyol szárazföldi katonai hegemónia időszaka, az a korszak, amit a történettudomány a „hadügyi forradalom” időszakának tekint. A kései középkor és a 18. század közötti időszakot pedig a verhetetlennek tekintett spanyol hadsereg, és annak elit egységei, a terciók fémjelezték.

## Kialakulása
A tercio-rendszer kialakulása – természetesen - nem előzmény nélküli. A Santa Hermandad volt az első próbálkozás egy állandó hadsereg kialakítására az Ibériai-félszigeten, bár ez eredetileg városi milícia volt. 1496 januárjában Katolikus Ferdinánd által kiadott általános hadrendi utasítás alakította ki a reconquista hadszíntéri tapasztalatai alapján a spanyol gyalogság szervezetét. A gyalogságot ún. „capitania”-kba szervezték, amelyek az adott körülményektől függően 100, illetve 600 embert jelentenek. Ez a szervezeti egység önálló taktikai egységként volt képes funkcionálni, amennyiben pikások, számszeríjasok, kerek pajzzsal felszerelt gyalogosok (rodelos) és kezdetleges tűzfegyverekkel ellátott katonák alkották, azaz többféle fegyvernem egységeként vetették be. A ferdinándi szabályozás arra is kitért, hogy egy ilyen capitania tiszti és tiszthelyettesi állománya a következőkből álljon: 1 kapitány, 1 hadnagy, 1 őrmester, 1 borbély (sebész) és egy káplán.
Az itáliai háborúk (1494–1559) korai időszakában a spanyolok és szövetségesei többször is vereséget szenvedtek a zárt hadrendben harcoló svájci pikásokkal megerősített francia seregek ellenében (Fronovo 1495, Ravenna 1512). Az alapvetően a könnyűlovasság túlsúlyával küszködő spanyol seregek fejlődésére így a 15. század végén már a leghíresebb európai gyalogságnak számító svájciak lehettek hatással: ők is nagy zárt tömegekben harcoltak, ők is nagyon kedvelték a pikát, és nekik is voltak kikülönített lövészeik (bár ezek a 15. században még számszeríjászok voltak).
A tercio-rendszer kialakítását hagyományosan Gonzalo Fernández de Córdoba, a Gran Capitán nevéhez szokás kötni. Tévesen. Gonzalo Fernández de Córdoba Aguilar grófjának második fiaként született 1453. szeptember 1-jén a Córdoba melletti Montilla városában. Második fiúként nem nagyon volt más választása, katonai pályára lépett. Először Don Alfonso, IV. Henrik király öccsének kíséretében, majd pedig Kasztíliai Izabella udvarában tevékenykedik.
Katonai zsenialitását először a polgárháborúban vették észre, később a Santiago-rend nagymesterévé feljutott bátyja segíti a karrierjét. Granada ostrománál kitüntette magát, így ő lehetett az egyike annak a szűk számú kíséretnek, amely az elfoglalt városba látogató királynőt kísérte, és egyike lehetett azoknak a tiszteknek, akik előtt a mórok hivatalosan letették a fegyvert. Karrierje 1495-ben ívelt fel meredeken: Nápolyi Ferdinánd megsegítésére ötezer spanyol katona élén Nápolyba küldték a franciák ellen harcolni. A korán bekövetkezett veszteségek hatására ezekben a háborúkban dolgozta ki azt a spanyol hadrendet, amelyet a híres terciók is használtak egészen a 17. századig.
1500-ban Nápolyban egy fennmaradt jelentés szerint 3042 gyalogos katona harcolt 23 capitaniába szervezve (azaz átlagosan 130 katona egy egységben), valamint 300 gyalogos katona teljes páncélban (man-at-arms) 3 kompániába szervezve, és 300 jinétes (könnyűlovas) szintén 3 kompániában. A gyalogság nagy része 4 méter hosszúságú pikával volt felszerelve, a lőfegyverek aránya (ebbe beleértve a számszeríjat és a tűzfegyvereket is) 27% körül mozgott.
Miután a háború elején a spanyolok jó néhány kisebb-nagyobb vereséget elszenvedtek, Córdoba átalakítást végzett a ferdinándi rendszeren: a kisebb taktikai egységeket egy nagyobb egységbe szervezte – ez lett az a 12-16 capitaniából álló coronelía (ezred), amelynek élén a Coronel (ezredes) állt. 1509-ben az Orán elleni hadjáratban 3 coronelia vett részt, 1900-2700 emberrel. Átlagosan itt 170 katona alkotott egy capitania-t. A coronelia megszervezésévél El Gran Capitán egy olyan könnyebben irányítható, rugalmasabb és gyorsabban reagáló rendszert tudott kialakítani, amely lényegében a tercio alapjául szolgált.
A fejlődés következő lépcsőfokának 1535-ös évet szokták említeni a kutatók, amikor is az Itáliában állomásozó spanyol seregeket három nagyobb egységbe sorolták: ezek lettek a Tercio de Lombardi, a Tercio de Nápoles és a Tercio de Sicilia – és ezzel az adminisztratív intézkedéssel létrejöttek a terciók.

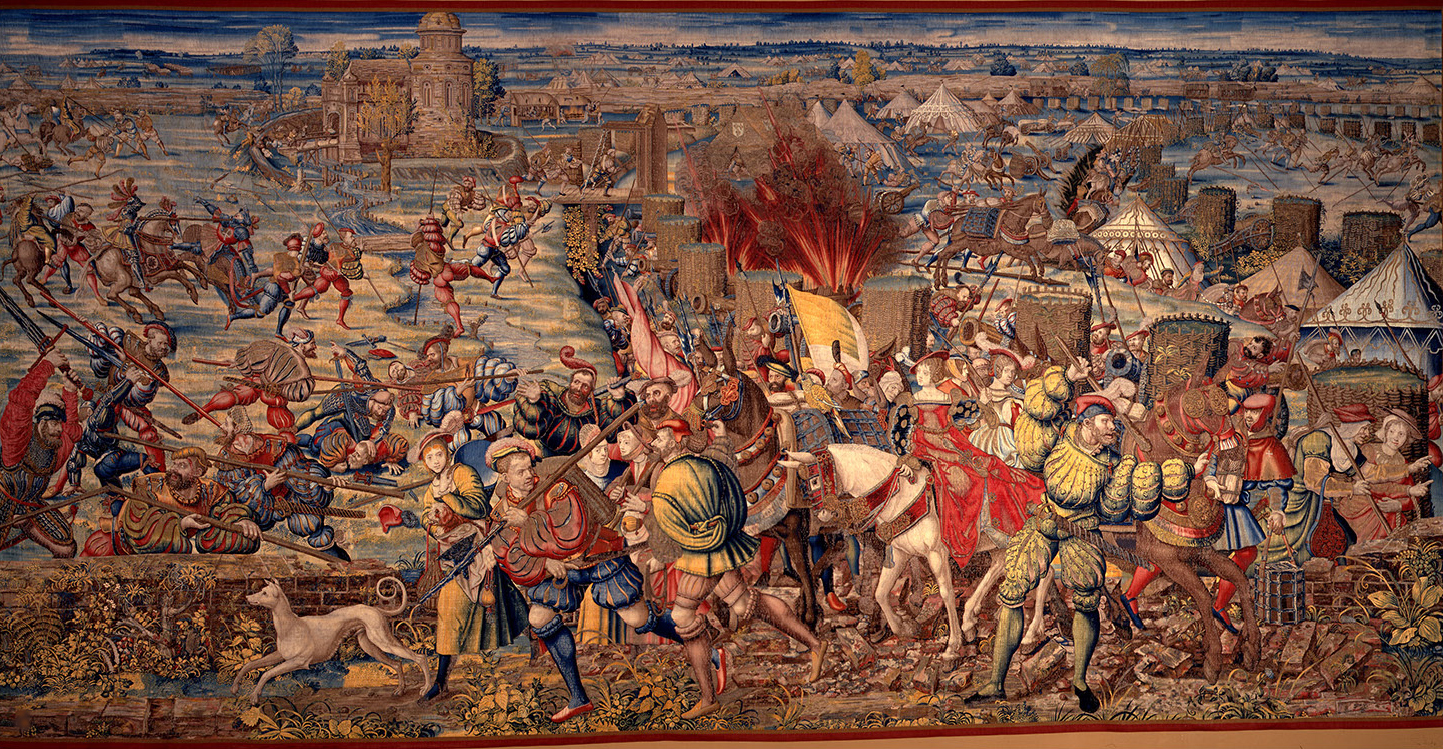
A paviai csata 1525-ben, amelyben a spanyolok legyőzték a franciákat

## Állománya

### 1534-1550
1534 és 1536 között kialakították a terciók vezetőségi rendszerét is, a következőképpen:
- Maestre de Campo (tábormester) – a tercio vezetője, egy személyben az első számú kompánia kapitánya is, 8 személyi testőrrel
- El sargento mayor (törzsőrmester) – a második a rangban, egyszemélyben a második számú kompánia kapitánya, lényegében a taktikai elemekért felelős tiszt
- Fiscal militar (hadbiztos) – a pénzügyekért felelős tiszt, 3 közvetlen alárendelttel
- Barrachel de campana (MP) – a tábori rendőrség vezetője, 6 közvetlen alárendelttel
- Capellán mayor (tábori papok vezetője) – 2 pap alárendelttel
- Furiel mayor – hadtáp-ellátásért felelős tiszt
- cirujano mayor – orvosok vezetője
- tambor mayor – tábori zenekar vezetője

Egy terciónak az előírások szerint 29 fős tiszti állománya volt.
Egy tercio elvileg 3000 embert foglalt magában, az alábbi felosztásokkal (1535 körül) : egy kompániában 300 ember – egy tercio 8 kompánia lándzsást és 2 kompánia tűzfegyverrel ellátott katonát számlál.
Egy kompánia vezetői állománya a következőkből állt
- 1 capitán (kapitány) és hadsegéde
- 1 alférez (zászlós)
- 1 sargento (őrmester)
- 1 abanderado (altiszt)
- 3 zenész
- 1 tisztviselő (adminisztrátorféle)
- 1 pap v. szerzetes
- 1 borbély

azaz összesen 11 személy.
A kompániát tovább osztották az ún. „escudra”-kba, ami 25 embert jelent, vezetője a „cabo”. Nem hivatalosan ezek is szét bonthatók az ún. „las camaradas”-okra, ami általában fél tucat ember egysége. Ezeknek a tagjai általában egy helyen aludtak, együtt étkeztek, szabályos bajtársi közösséget alkottak, a korabeli vezetők ezt a legkisebb egységet tartották az egész tercio lelkének, hiszen az itteni összetartásból eredeztették az esprit de corps-t, azaz az igazi együttműködést.

### 1560-

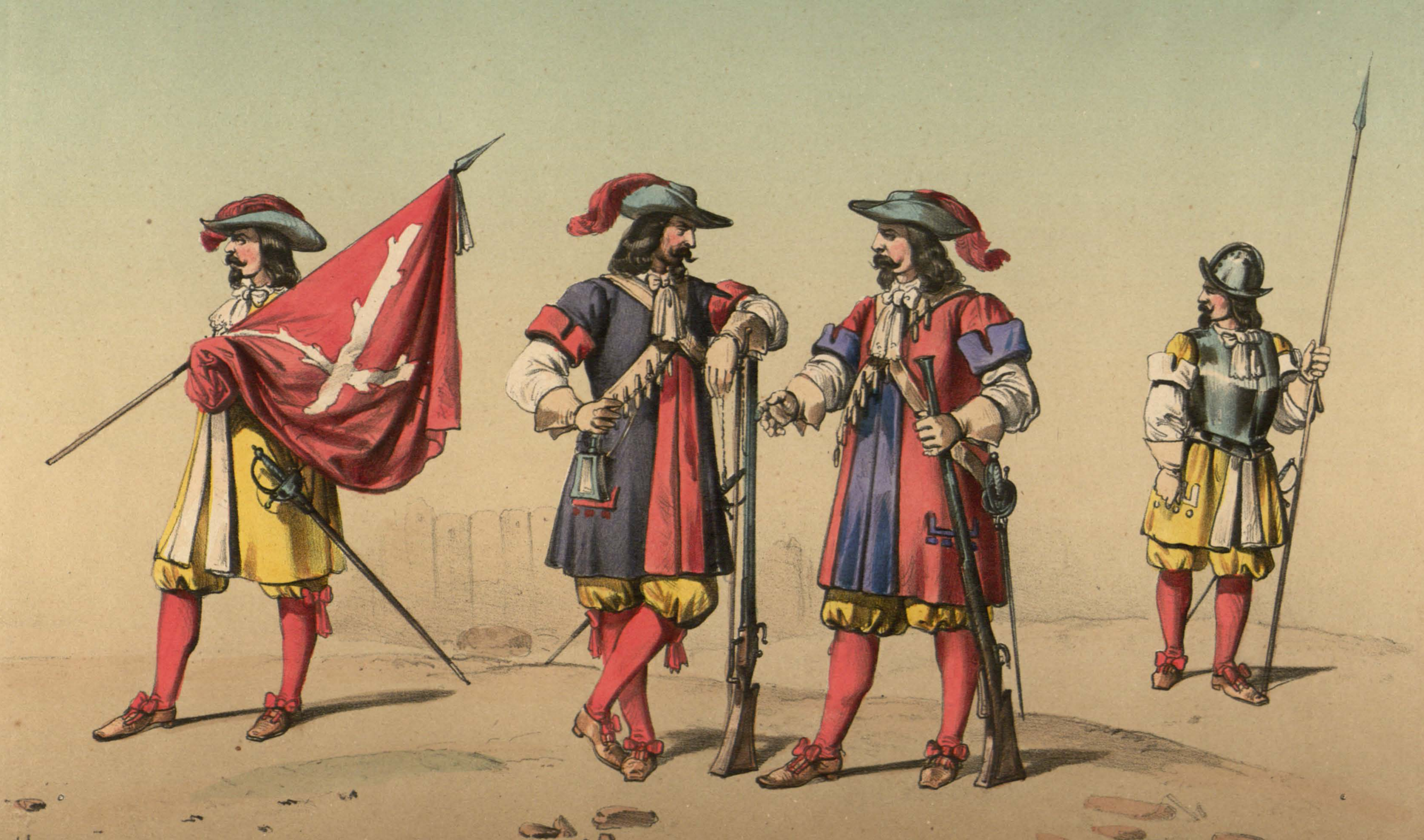
Öltözékek az 1600-as években: Tiszt, muskétás, arkabúzos, lándzsás

1560 körül már elválnak egymástól a különböző terciok. A Németalföldre vezényelt egységek esetében 10 kompánia lándzsás és 2 kompánia puskás alkot egy terciot, kompániánként 250 emberrel. Az Itáliában maradt egységeknél megmaradt a régi rendszer.
Elméletben egy teljesen felszerelt tercio a flandriai seregből így kellett volna hogy kinézzen:
- 159 fő tiszt és egyéb személyzet (5,2%)
- 110 fő corselet (gyakorlatilag tetőtől talpig páncélozott lándzsás)
- 1080 fő lándzsás (könnyű fegyverzetű)
- 448 fő arcabusier nevű tűzfegyverrel ellátott gyalogos (arcabuceros) – magyarosan arkabúz
- 230 fő muskétás (értelemszerű)

Pikások és lövészek aránya 0,31
Az itáliai terció pedig 137/1080/400/1220/190 ugyanebben a sorrendben – itt az arány már 0.95 volt, azaz majdnem ugyanannyi volt a lövészek, mint a pikások száma.
Ezekhez a számokhoz még hozzá kell adni az ún. soldados particulares, azaz a nemesi rangú önkénteseket. Őket általában vagy tisztként, vagy tiszt mellé osztották be, illetve az ún. „soldados reformados"-okat, akik szintén önkéntesek voltak, zsoldot a terciotól kaptak, de gyakorlatilag parancs nélkül, egyedi katonaként harcoltak (erre jó példa Alatriste kapitány a könyvekben és a filmben.)
Ez persze csak az elmélet, gyakorlatban a háborúzások, szökések stb. soha nem tették lehetővé, hogy ilyen létszám a rendelkezésre álljon. Általában 10 kompánia maximum 2000 emberrel volt a realitás. Geoffrey Parker kutatásai szerint (a Flandriában bevetett terciok vizsgálata alapján) a kitűnő kiképzés és a bajtársias közösség miatt a veszteségek magasan az átlag alatt voltak. A hivatalos veszteséglisták alapján egy tercio átlagosan 1,6% veszteséget volt kénytelen havonta elkönyvelni, a korban szokásos 7%-kal szemben. Ennek az 1,6%-nak a fele volt dezertőr vagy más, nem ütközet közbeni veszteség, a francia és németalföldi 75%-kal szemben.

## Harcmodora és taktikája
A spanyol gyalogság harcmodora leginkább a lövészek és a pikások arányával jellemezhető. A lövészeket úgy képzelték el, mint egy mozgatható várbástya a várfal (pikások sora) sarkán. Ezt a spanyolok ingujjnak, las mangas-nak hívták. Egyrészt a mangasban található lőfegyveresek különálló egységként könnyen tudtak operálni, szabadon mozogni, a csata függvényében az őket védő pikásoktól eltávolodni, másrészt ők is védték a pikásokat és a rohamozó lovas, vagy gyalogos egységeket már távolról ritkíthatták, vagy szükség esetén a pikások védelmébe menekülhettek és onnan tüzelhettek.

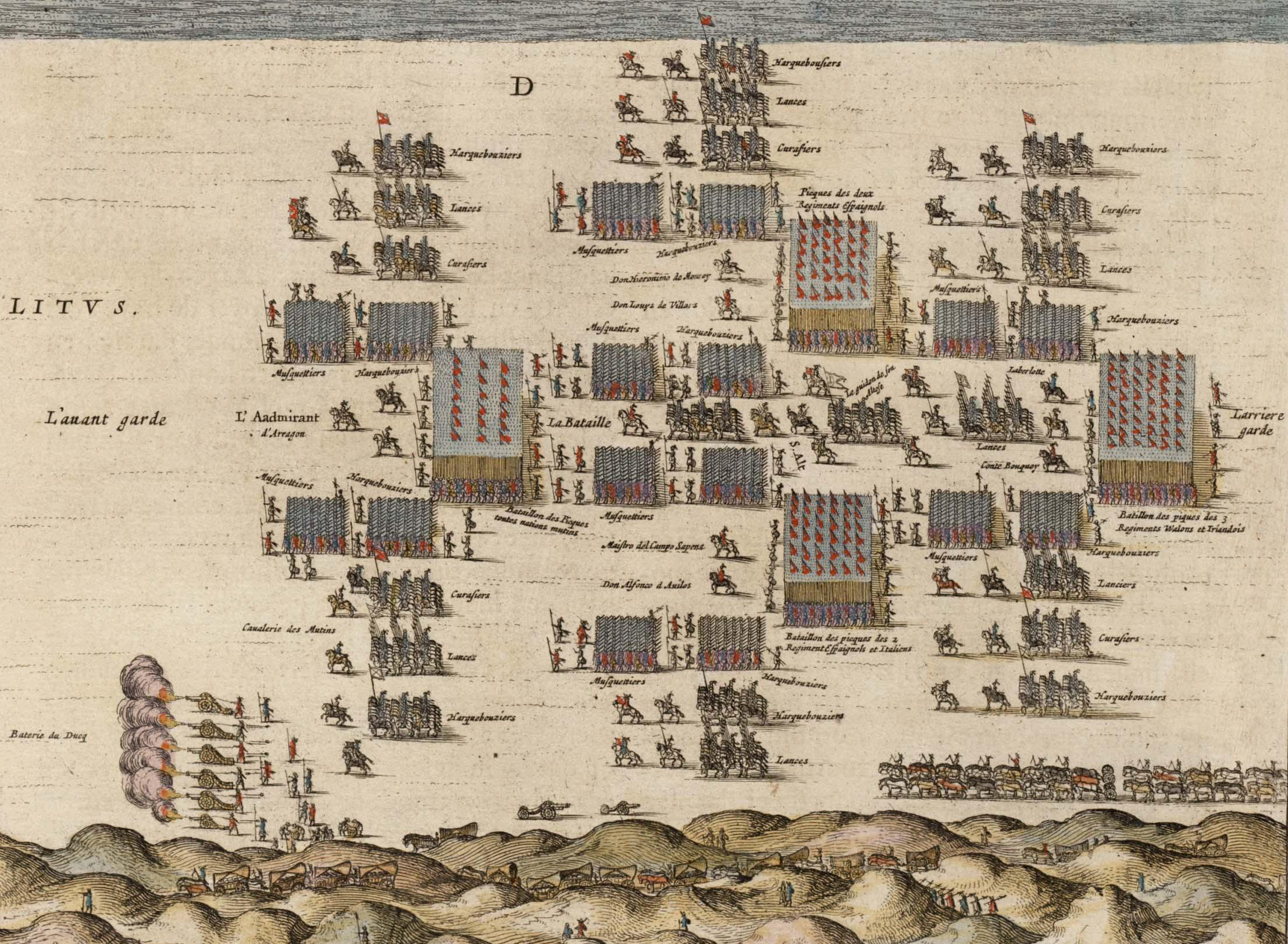
Terciók csatarendje 1600-ban. A lövészeket a sarkokról a lándzsások elé mozgatták.

Csikány Tamás A harmincéves háború című könyvében azt írja, hogy ezt a felállást egy Sancho de Londono nevű tiszt találta ki.Valójában nem Londono találta fel, hanem ő írta le először részletesen a terciok hadrendjét. Sancho de Londono a „Vasherceggel” (Fernando Álvarez de Toledóval, Alba hercegével) Németalföldre távozott Lombardiai Terció tábormestere, a Santiago rend lovagja volt, 1568-ban adott ki egy könyvet "Libro del arte militar" címmel, amit kinyomtattak még egyszer egy gyűjteményben "Breve recopilación de los tratados de Don Sancho…y de otros autores granes acerca de lo que se usa agora en el arte militar" címmel, és ebben szerepel a híres leírás.

## Nemzetiségi összetétele
Bár a terciók esetében általában spanyol katonákról beszélünk, ezt messze nem volt igaz a szó szerinti értelmezésben. Az ún. itáliai terciók nagy része itáliai, a spanyol sorozású terciók pedig szinte kizárólag spanyol katonákból állnak. Egyéb nemzetiségek magukban a terciókban csak elenyésző számban voltak jelen.
Kialakításukkor (az 1530-as években) főként spanyolokból álltak, az itáliai terciókat kezdték el először feltölteni itáliaiakkal (nápolyiakkal, lombardokkal). A német és vallon zsoldosok az esetek nagy részében külön, német mintára szervezett „regimentekben” harcoltak, nagyon ritka eset volt, hogy terciókba tették volna át őket. Speciális eset volt az ún. vallon gyalogság, amelyet – érdemeik elismerése végett – 1617-ben alakítottak át regimentből tercióvá, ez lett a Vallon Tercio. A 17. század végére a német és a svájci csapatokat is tercióvá alakították át.
A tényleges nemzetiségi arányokról nem maradt fent forrás, csak pár számadat a komplett hadseregről: 1572-ben Alba hercege összesen 52 ezer katonával rendelkezett, ebből 19 500 vallon, 24 400 német, és mindössze 9100 spanyol. 1607-ben egy 45 ezres sereg 14 ezer vallon, 16 800 német, 3700 itáliai, 2400 ír, 1500 burgundi és 6500 spanyol katonát számlált. Ez persze csak a gyalogos katonák száma. A felsorolt katonákból tercio rendben az itáliaiak nagy része, illetve a spanyolok harcoltak, 1607-ben pedig az írek egy része is. Azaz egy egész seregnek mindössze 12-17%-a spanyol, és nagyjából 20, maximum 25%, ami tercio hadrendben harcolt. Az utóbbi arány már elég magasnak számít.

## A kiképzés és hatása
A terciók alapvetően azért lehettek sikeresek, mert egy olyan állandó hadsereg képviselői voltak, amelyek a korabeli Európában máshol még nem léteztek ekkora méretben és ilyen szervezeti formában. A spanyolok újítása volt az is, hogy e feladatra kiképzőtáborokat állítottak fel, és gyakorlatilag beleverték a katonákba az automatikus mozgást és cselekvést.
A folyamatos és részletes kiképzés, az állandó gyakorlatozás olyan könnyen manőverező, de mégis erős és nagy tűzerejű gyalogságot hozott létre, amely elméletileg verhetetlennek bizonyult. Azért elméletileg, mert az általunk tárgyalt időszakban, bár szenvedtek vereséget a terciók, de minden ilyen csata után zárt hadrendben, dobszó mellett tudták elhagyni a csatateret. Márpedig a továbbra is ütőképes ellenség a csatatér közelében erősen relativizálja a győzelem mértékét…

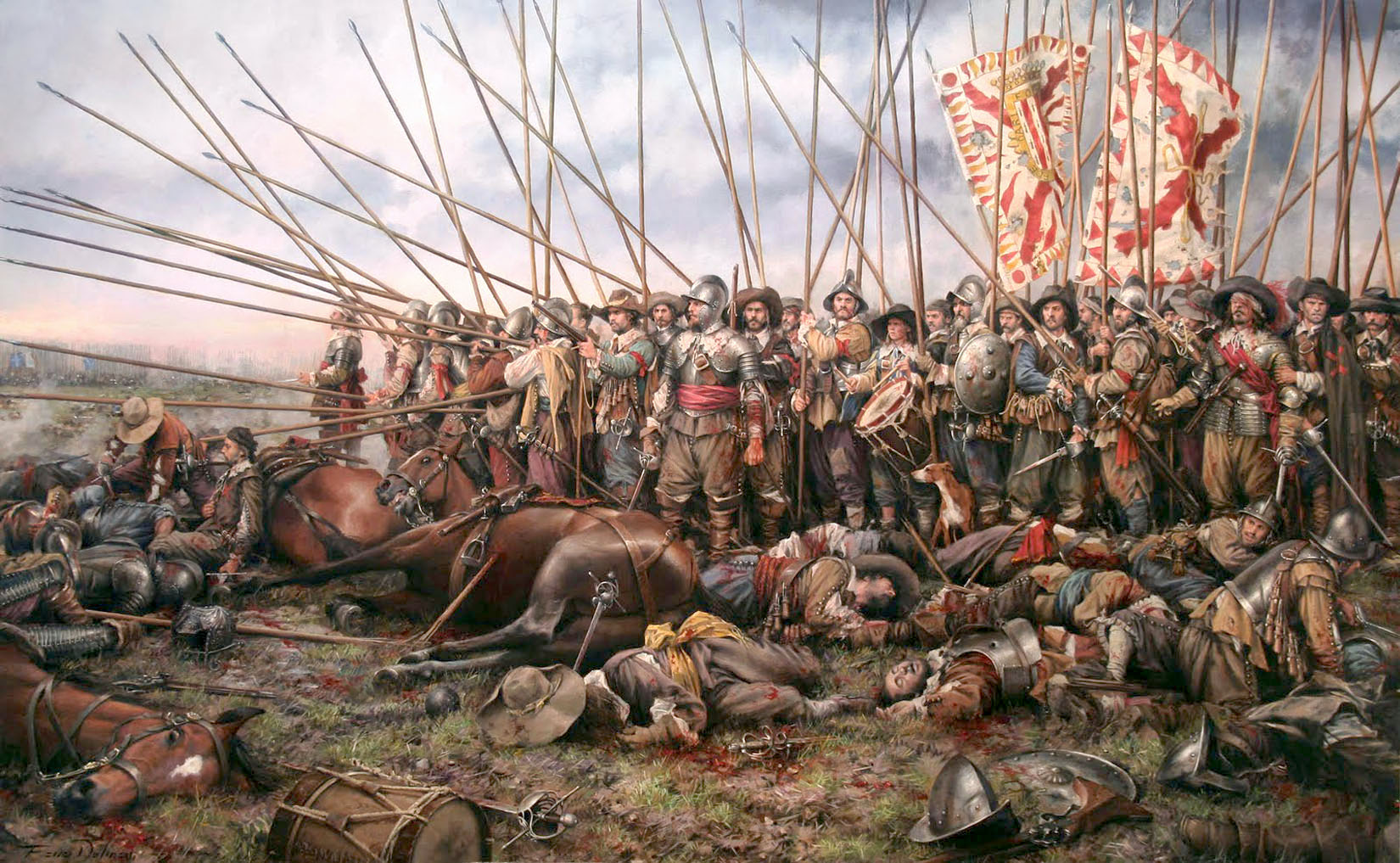
Az utolsó terció harca Rocroi-nál (A. Ferrer-Dalmau kortárs 2011-es festménye)

1643. május 19-én Rocroi-nál zajlott le az a csata, ahol a terciók első tényleges veszteségüket elszenvedték. Az ifjú Louis, Enghien hercege, a későbbi „Nagy Condé” nem hagyta a spanyol gyalogságot elvonulni a csatatérről, és a domboldalon felállított ágyúkkal szétlövette a magát megadni nem akaró, zárt hadrendű gyalogságot. De Rocroi is inkább elvi jelentőségű csata volt, mert Franz von Mercy herceg, bajor tábornagy egyesített császári hadereje alig fél évvel később, november 24-én Tuttlingennél (Württemberg) döntő csapást mért a Josias Rantzau marsall által vezetett francia királyi haderőre, és ezzel időt nyert. A spanyolok sikeresen megtartották Spanyol-Burgundiát, és a francia rajnai hadsereg lekötésével az extremadurai és a kasztíliai hadtestek visszafoglalták Katalónia legnagyobb részét.